# Оливър Смитис
Оливър Смитис (на английски: Oliver Smithies) е английски генетик и биохимик, работил главно в Съединените щати.

## Биография
Роден е на 23 юни 1925 година в Халифакс, Йоркшър, в семейството на застрахователен агент и учителка. През 1946 година завършва физиология на животните в Оксфордския университет, където през 1951 година защитава и докторат по биохимия. След това работи в Уисконсинския университет (1951 – 1953, 1960 – 1988), Университета на Торонто (1953 – 1960) и Севернокаролинския университет в Чапъл Хил (от 1988). Приносите му са главно в областта на генетиката, като е известен с прилагането на скорбяла при гел електрофореза и участието му в откритието на хомологичната рекомбинация. През 2007 година получава Нобелова награда за физиология или медицина заедно с генетиците Марио Капеки и Мартин Евънс „за откритията им при внасянето на специфични генни модификации при мишките чрез използването на ембрионални стволови клетки“.
Оливър Смитис умира на 10 януари 2017 година в Чапъл Хил.